# Hédi Fried

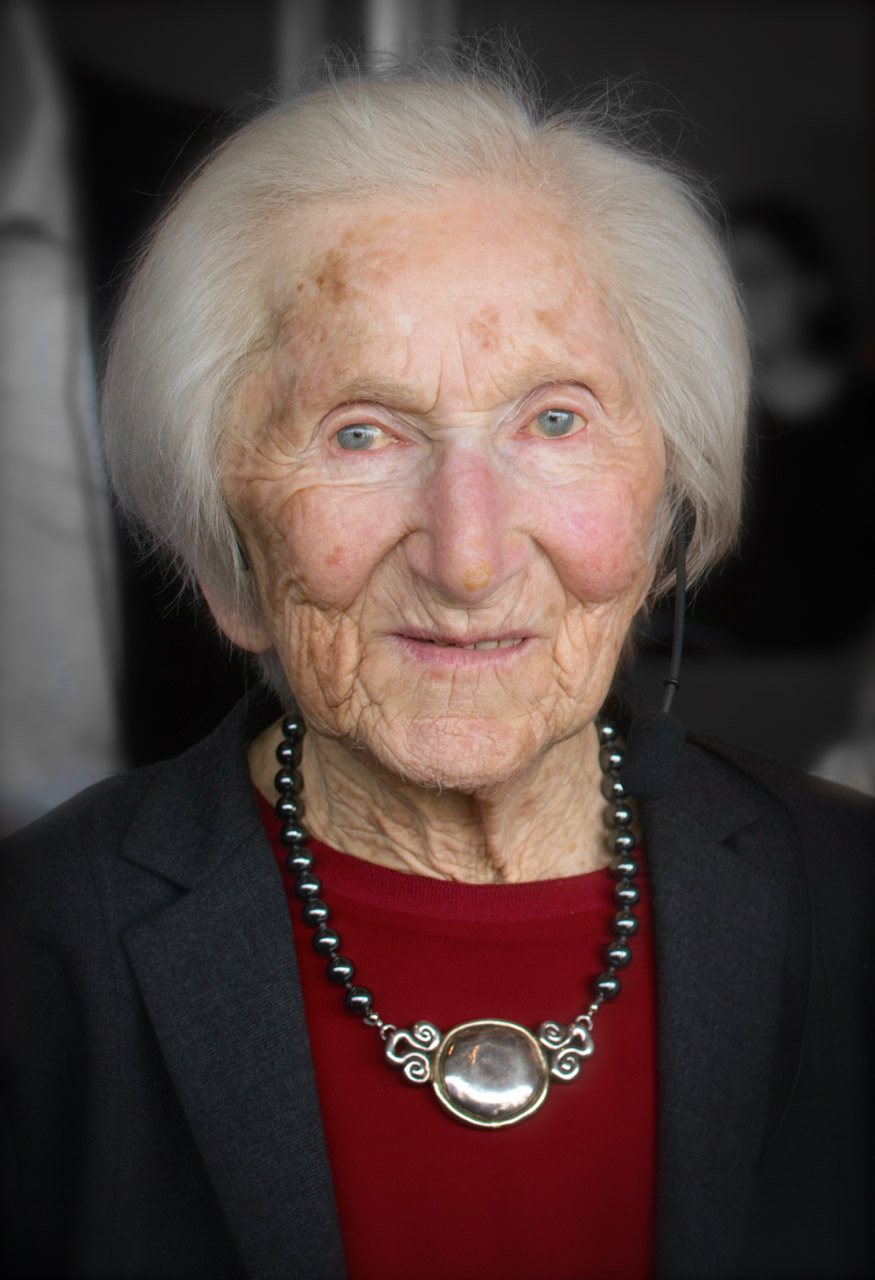
Hédi Fried (2015)

Hédi Fried (als Hédi Szmuk; geb. 15. Juni 1924 in Sighet, Rumänien; gest. 20. November 2022) war eine rumänisch-schwedische Holocaust-Überlebende, Schriftstellerin und Psychologin.

## Leben
Sie studierte an der Universität in Cluj-Napoca und legte 1943 das Lehrerexamen in Miskolc ab. Im April 1944 kam sie in das Ghetto von Sighet und wurde am 15. Mai 1944 mit ihrer Familie in das KZ Auschwitz-Birkenau deportiert. Ihre Eltern wurden im Konzentrationslager ermordet, sie selbst kam gemeinsam mit ihrer Schwester Livia in die Außenlager Dessauer Ufer, Wedel und Eidelstedt des KZ Neuengamme. Sie überlebte den Holocaust im KZ Bergen-Belsen. Im Juli 1945 kamen sie und ihre Schwester durch das Rote Kreuz nach Schweden.
Hédi Fried heiratete 1947 und bekam drei Söhne. Sie schloss ein Studium der Psychologie und Pädagogik an der Universität Stockholm ab und arbeitete als Psychologin und Therapeutin. Sie engagierte sich in der Aufklärungsarbeit zum Holocaust und verfasste ab den 1990er Jahren in Schweden mehrere Bücher zu diesem Thema.

## Auszeichnungen
Hédi Fried wurde für ihr Engagement vielfach ausgezeichnet, unter anderem 1998 mit der Illis Quorum-Medaille für ihr Engagement gegen Rassismus, 2002 mit der Ehrendoktorwürde der Universität Stockholm für ihre Tätigkeit in der Lehrerfortbildung zum Thema „Was lernen wir von Auschwitz?“, 2015 mit dem Preis der schwedischen Raoul Wallenberg Academy, 2016 mit dem Stern von Rumänien, der höchsten zivilen Auszeichnung des Landes, sowie 2017 mit dem Verdienstkreuz I. Klasse der Bundesrepublik Deutschland und dem Olof-Palme-Preis.

## Bibliografie
- 1992 – Skärvor av ett liv. Vägen till och från Auschwitz, Natur & Kultur, ISBN 91-27-02963-8 
 auf Deutsch erschienen als: Fragmente meines Lebens : ein Leben bis Auschwitz und ein Leben danach,  Julius-Leber-Forum, 2014, ISBN 978-3-86498-731-1
- 1995 – Livet tillbaka, Natur & Kultur, ISBN 91-27-05353-9
- 2002 – Ett tredje liv: från jordbävning i själen till meningsfull tillvaro, Natur & Kultur, ISBN 91-27-09280-1
- 2003 – Livets pendel. Fragment, erfarenheter, insikter, Lärarhandledning Natur & Kultur, ISBN 91-27-09398-0
- 2017 – Frågor jag fått om Förintelsen, Natur & Kultur, ISBN 978-91-27-15085-0
- 2019 – Historien om Bodri, Natur & Kultur, ISBN 978-91-27-16125-2, Kinderbuch, illustriert von Stina Wirsén